# Народное единство (Чили)
Народное единство (исп. Unidad Popular; UP) — широкая коалиция левых и левоцентристских политических партий и организаций в Чили, созданная для поддержки кандидатуры Сальвадора Альенде на президентских выборах 1970 года.
Несмотря на достаточно серьёзную поддержку электората и победу своего кандидата на выборах, блок не смог добиться большинства в Палате депутатов и Сенате Чили. После военного переворота 1973 года и убийства президента Альенде, партии-члены блока были запрещены, а их активисты частью арестованы и казнены, частью бежали за границу. Попытки чилийских эмигрантов (таких, как Володя Тейтельбойм и Клодомиро Альмейда) возобновить деятельность блока в условиях ареста/гибели большинства его руководителей не увенчались успехом и Народное единство де-факто распалось, однако входившие в него партии в целом сохранили дружественные отношения друг с другом, координировали свои действия во время плебисцита 1988 года и после падения диктатуры Пиночета возобновили сотрудничество (в частности, в составе коалиции «Новое большинство»).

## Создание блока
Две наиболее крупные левые силы Чили — Социалистическая партия и Коммунистическая партия — начали сотрудничать друг с другом ещё до Второй мировой войны в рамках Народного фронта (ведущей силой которого была Радикальная партия). В феврале 1956 года они сформировали альянс «Фронт народного действия» (исп. Frente de Acción Popular; FRAP), который неоднократно выдвигал и поддерживал кандидатуру сенатора Сальвадора Альенде на президентских выборах в стране.
В декабре 1969 года на волне укрепления правых сил после создания Христианско-демократической партии и президентства её лидера Эдуардо Фрея, чилийские левые начали объединяться вокруг FRAP. Этому способствовало смягчение критики СП и КП в отношении также находившейся в оппозиции Фрею Радикальной партии, до того неоднократно проявлявшей колебания.
26 декабря руководители СП, КП, РП, Социал-демократической партии, Движения единого народного действия (МАПУ) (исп. Movimiento de Acción Popular Unitario; MAPU) и Независимого народного действия (АПИ) (исп. Acción Popular Independiente; API) подписали Pacto de la Unidad Popular, в соответствии с которым партии, подписавшие этот документ, обязались вести совместную борьбу за завоевание власти исключительно мирным путём победы на выборах, в целях ликвидации господства иностранного империализма, местных монополий, помещичьей олигархии и перехода в дальнейшем к строительству социализма.
По итогам парламентских выборов 2 марта 1969 года, в Конгрессе страны были представлены коммунисты, получившие 16,6 % голосов и 22 места из 150, а также 4 сенатора из 30, радикалы (13,6 % голосов, 24 места и 5 сенаторов) и социалисты (12,8 % голосов, 15 мест и 3 сенатора). Однако в мае 1969 года из Радикальной партии вышло правое крыло, выступавшее против сотрудничества с левыми партиями. Остальные члены блока не были представлены ни в одной палате парламента. Из крупных партий самой левой была Соцпартия, а самой правой — Радикальная партия.
В 1971 году к «Народному единству» примкнула Партия христианских левых, отколовшаяся от ХДП.

## Члены блока (1969–1973)
Жирным выделены партии-учредители коалиции.
| Партия                                                                                        | Идеология                                                                 | Примечание                                                                                         |
| --------------------------------------------------------------------------------------------- | ------------------------------------------------------------------------- | -------------------------------------------------------------------------------------------------- |
| Социалистическая партия Чили (исп. Partido Socialista de Chile)                               | Марксизм, революционный социализм, реформизм (меньшинство)                | |
| Коммунистическая партия Чили (исп. Partido Comunista de Chile)                                | Коммунизм, марксизм-ленинизм, реформизм, демократический социализм        | |
| Радикальная партия Чили (исп. Partido Radical de Chile)                                       | Радикализм, реформизм, левоцентризм, социал-демократия                    | |
| Партия левых радикалов (1971—1972) (исп. Partido de Izquierda Radical)                        | Социал-демократия, правоцентризм, демократический социализм (меньшинство) | Откол от Радикальной партии. Вышла из блока, перейдя в оппозиционную «Конфедерацию за демократию». |
| Социал-демократическая партия Чили (1969—1972) (исп. Partido Social Demócrata)                | Демократический социализм, левая социал-демократия                        | Объединилась с Радикальной партией.                                                                |
| Движение единого народного действия (МАПУ) (исп. Movimiento de Acción Popular Unitario, MAPU) | Левый христианский социализм, марксизм, аграрный социализм                | |
| Рабоче-крестьянское МАПУ (1972—1973) (исп. MAPU Obrero Campesino)                             | Христианский социализм, марксизм                                          | Откол от МАПУ умеренных элементов, тем не менее оставшийся в составе коалиции.                     |
| Партия христианских левых (1971—1973) (исп. Izquierda Cristiana de Chile)                     | Левая христианская демократия, христианский социализм                     | Откол от ХДП.                                                                                      |
| Независимое народное действие (АПИ) (исп. Acción Popular Independiente, API)                  | Левый популизм, национализм, социал-демократия (меньшинство)              | |

## Президентские выборы 1970 года
Кандидатом в президенты от «Народного единства» был выдвинут Сальвадор Альенде. Его кандидатура не была бесспорной, так как Альенде имел репутацию слишком мягкого и склонного к реформизму, а не революции, что не всех устраивало в занимавшей в то время революционные марксистские позиции СП и вызывало критику коалиции со стороны левых радикалов из Левого революционного движения (МИР), обладавших определённым влиянием на юге страны. Собственные президентские амбиции имел Анисето Родригес, занимавший пост генерального секретаря соцпартии в 1967—1971 годах. Официально было объявлено, что ЦК СП выдвинул Альенде единогласно, но в действительности за него проголосовали 12 членов ЦК, а 13 сторонников А. Родригеса и К. Альтамирано, избранного Генеральным секретарём в 1971 году, воздержались. Ключевым фактором стала поддержка со стороны коммунистов, которые в 60-е годы устойчиво получали больше голосов, чем социалисты, и пользовались бо́льшим влиянием в профсоюзах (в частности, под их контролем находился крупнейший чилийский профцентр CUT), но их собственный кандидат не мог пройти. Коммунисты сняли в пользу Альенде своего кандидата — нобелевского лауреата, поэта Пабло Неруда — что во-многом побудило поступить аналогичным образом остальных членов блока и тем самым впервые добиться выдвижения единого кандидата от всех левых сил.
На президентских выборах в сентябре 1970 года С. Альенде занял первое место с 36,6 % голосов, опередив на 1,3 % кандидата правой Национальной партии Хорхе Алессандри. Согласно чилийской Конституции, президента из двух кандидатур, набравших наибольшее количество голосов, должен был 24 октября 1970 года избрать Конгресс. В Конгрессе у «Народного единства» было только 80 мест из 200, Национальная партия имела 45 мест, центристская Христианско-демократическая партия — 75. Таким образом, судьба будущего президента находилась в руках христианских демократов. 23 сентября 1970 года руководство ХДП передало С. Альенде документ «Позиция Христианско-демократической партии в связи с пленарным заседанием Конгресса». В документе от Альенде требовали юридически подтверждённых гарантий сохранения свободы слова, невмешательства в систему военных назначений, отказа от создания параллельных армии военных формирований типа рабочей милиции, сохранения неполитического характера школ и университетов, обещания не вводить цензуру и не национализировать средства массовой информации. В обмен на такого рода гарантии фракция ХДП в Конгрессе была готова поддержать Альенде на выборах 24 октября. Альенде дал такие гарантии, подписав Статут о конституционных гарантиях, и 24 октября был избран Конгрессом президентом, получив голоса депутатов фракции ХДП. В ноябре 1970 года он сформировал правительство с участием представителей всех партий, входивших в блок «Народное единство».

## Два полюса внутри блока
Несмотря на формальное единство блока, в нём всё сильнее возрастали противоречия между двумя полюсами. С одной стороны, Коммунистическая и Радикальная партии и Рабоче-крестьянское МАПУ (отколовшееся в 1972 году от МАПУ) декларировали необходимость постепенного осуществления социально-экономических реформ по мере роста их народной поддержки. Эти партии выступали за переговоры с ХДП и не исключали возможность потери власти на следующих выборах. С другой стороны, социалисты, МАПУ, Левые христиане, а также ультралевая организация Левое революционное движение (MIR, исп. Movimiento de Izquierda Revolucionaria), формально не входившая в коалицию, стали «революционным полюсом». Они критиковали «реформизм» коммунистов, ни при каких условиях не хотели отказаться от уже завоёванной власти, считали неизбежным переход к насильственным революционным действиям, поэтому пытались форсировать преобразования, создавали военизированные формирования своих партий, надеясь на раскол в армии и поддержку ею революции. Миристы организовали ряд захватов помещичьих земель в южных регионах Чили, где их организация имела поддержку определённой части крестьянства. Министр сельского хозяйства в правительстве Народного единства левый христианский демократ Жак Чончоль, член партии МАПУ, одобрял эти действия, что вынуждало правительство не реагировать на них, что, в свою очередь, отталкивало от Народного единства средний класс. Выражением этой тенденции стало антиправительственное забастовочное движение, возглавленное профсоюзом владельцев грузовиков Леона Виларина.
Президент С. Альенде был вынужден лавировать между двумя этими полюсами: политические взгляды сближали его с умеренным полюсом, но партийное членство накладывало обязанности по отношению к социалистам. Он также поддерживал связь с миристами через своего племянника Паскаля, члена этой организации и одного из её руководителей, но не добился от МИР-а ни вхождения в Народное единство, ни поддержки своей политики, ни даже подготовки к отражению возможного военного путча (члены МИР, надеясь на поддержку со стороны армии, не запасали оружия и не готовили свой актив к немедленному уходу на нелегальное положение в случае нападения). Миристы и группировавшаяся вокруг генерального секретаря Альтамирано наиболее радикальная часть социалистов называли Альенде «чилийским Керенским».
Первая попытка военного мятежа против Народного единства и президента Альенде, известная как «Танкетасо» во главе с подполковником Супером, была подавлена благодаря активным действиям генерала Пратса, сторонника невмешательства армии в политику. Это усыпило бдительность даже радикалов из МИР-а и привело к ещё большему расслоению внутри блока — если коммунисты, радикалы и часть МАПУ осознавали опасность со стороны консервативно-реакционных военных кругов и стали ещё активнее требовать сближения с ХДП, то социалисты, миристы и их сторонники, напротив, выступили с призывом «углубления революции» и «захвата предприятий рабочими», что ещё сильнее размыло социальную базу коалиции и окончательно толкнуло христианских демократов в лагерь реакции, объединившейся перед парламентскими выборами в «Конфедерацию за демократию».

## Парламентские выборы 1973 года и гибель коалиции
На парламентских выборах в марте 1973 года, проходивших в условиях ожесточённого противостояния левого правительства и оппозиции, блок «Народное единство» получил 44,23 % голосов при голосовании за кандидатов в Палату депутатов и 42,75 % за кандидатов в Сенат. Победу одержала оппозиционная «Конфедерация за демократию», в которую вошли ХДП, Национальная партия и ряд других партий — 55,49 % голосов в Палату депутатов и 57,25 % в Сенат. Хотя представительство Народного единства несколько выросло, он потерял поддержку Партии левых радикалов (вышедшие из Радикальной партии противники решений её XXV съезда, в соответствии с которыми партия встала на социалистические позиции) и всё сильнее подвергался критике со стороны экстремистов МИР-а.
Не имея в достаточной степени представительства в парламенте, чтобы изменить Конституцию и отойти от утратившего свои функции соглашения с ХДП (которая активно выступала против президента Альенде и его курса, а её руководители Фрей и Эйлвин в открытую призывали военных вмешаться в политику, то есть совершить государственный переворот, что и случится), оттолкнув от себя средние слои попустительством действиям МИР, Народное единство оказалось в «подвешенном» состоянии. Часть его руководства, включая генсека компартии Корвалана, начала допускать вероятность поражения блока на следующих парламентских выборах и требовала от Альенде конкретной политической позиции в отношении ХДП и МИР. Президент колебался, даже после «Танкетасо». Но последовали призыв Эйлвина к военным и убийство президентского военно-морского адъютанта майора Арайи, праворадикальными террористами фашистской организации «Патриа э либертад», возглавляемой Пабло Родригесом и Роберто Тиеме. Альенде принял решение о проведении референдума о доверии политике Народного единства и изменении Конституции страны. Однако его противники успели выступить раньше.
Партии Народного единства и МИР оказались не готовы к военному перевороту и не смогли оказать организованного сопротивления путчистам. Деятельность блока в Чили была развалена, тысячи его членов — или убиты в первые дни переворота, или в последующие несколько месяцев, значительная часть руководства арестована (лишь немногие успели бежать из страны).

## В эмиграции
Некоторым лидерам блока, в частности секретарю компартии Володе Тейтельбойму и видному социалисту Клодомиро Альмейде, удалось покинуть Чили до того, как военная хунта взяла под контроль границы страны. Большая часть чилийских эмигрантов направилась на Кубу, вторым их интеграционным центром стал Восточный Берлин (новый руководитель ГДР Эрих Хонеккер активно предоставлял политическое убежище левым политическим эмигрантам), в Москву направились немногие, т.к. Советский Союз проводил политику разрядки и, хотя и резко осудил переворот, не намеревался ухудшать отношения с открыто поддержавшими хунту США.
Это разделение отразилось на характере дальнейшей политической линии. Хотя выжившие после путча представители всех партий были согласны в необходимости сохранения Народного единства, они не могли установить устойчивую связь с Чили и разошлись в дальнейших действиях. Большая часть «кубинцев» поддержала военный путь борьбы с Пиночетом, в чём нашла поддержку и Фиделя, и Рауля Кастро (в 70-е годы занимавшего пост министра обороны Кубы и командующего РВС). При их активном содействии был создан Патриотический фронт имени Мануэля Родригеса, развернувший в Чили активную герилью против хунты, в том числе организовав 7 сентября 1986 года покушение на диктатора.
«Берлинцы» во главе с генеральным секретарём СП Альтамирано попали под влияние европейской социал-демократической традиции и, отказавшись от силового противостояния с хунтой, взяли курс на налаживание отношений с пока ещё легальной ХДП (которая в лице всё тех же своих лидеров Фрея и Эйлвина пыталась договориться с хунтой). После 1977 года отношения между хунтой и ХДП резко ухудшились и Эдуардо Фрей, значительно пересмотрев свои взгляды, опубликовал книгу «Мандат истории и требования будущего», в которой писал о необходимости скорейшего восстановления демократии и выработки национального проекта, поддержанного всеми социальными и политическими силами страны. Партии Народного единства, которые он призвал отказаться от старых догм и эволюционировать к социал-демократии, были открыто позиционированы как союзники ХДП в борьбе с диктатурой. За эту публикацию бывший президент Чили впоследствии был отравлен по приказу Пиночета (хотя сторонники диктатора до сих пор отрицают его причастность). В 1979 году Альтамирано, окончательно отошедший от радикализма, объявил об отказе Социалистической партии от марксизма и готовности сотрудничать с ХДП на общедемократической платформе, что привело к расколу в СП и выделению из неё 3-х групп, которые выступали за сохранение в неизменности идеологических положений партии.
В 1983 году ХДП, реформистская часть СП и остатки Радикальной партии и МАПУ создали Демократический альянс, выступающий за переговоры с хунтой и мирный переход Чили к демократии посредством объявленного Пиночетом плебисцита. В том же году КПЧ, оставшаяся на марксистских позициях часть СП и остатки МИР-а сформировали Народное демократическое движение, выступающее за продолжение силовой борьбы и свержение хунты. Оба блока активно координировали свои действия в период 1983-1986 годов, однако после укрепления в ХДП позиций Патрисио Эйлвина, всё ещё бывшего противником «угрозы слева», начали отдаляться друг от друга. Впоследствии единство СП будет восстановлено (за счёт признания остальными платформами социал-демократии) и после восстановления в Чили демократии деятельность партий-бывших членов Народного единства будет легализована.